# Крістофер Голт
Крістофер Голт (англ. Chris Holt; 5 червня 1985, м. Ванкувер, Канада) — американський хокеїст, воротар. Майстер спорту.

## Спортивна кар'єра
Вихованець хокейної школи «Семіахмо Роверс» (Вайт Рок), тренер — Р. Робінсон. Виступав за Університет Небраска-Омаха (NCAA), «Гартфорд Вулф-Пек» (АХЛ), «Шарлотт Чекерс» (ECHL), «Пеорія Рівермен» (АХЛ), «Аляска Ейсес» (ECHL), «Нью-Йорк Рейнджерс», «Сент-Луїс Блюз», «Ельміра Джеколс» (ECHL), «Бінгемтон Сенаторс» (АХЛ), «Динамо» (Рига), «Автомобіліст» (Єкатеринбург), «Донбас» (Донецьк), «Ріттен», «Орлі Зноймо» та «Глазго Клан».
В чемпіонатах НХЛ — 2 матчі.
У складі національної збірної США провів 2 матчі у сезоні 2012. У складі юніорської збірної США учасник чемпіонату світу 2003.
Освіта — вища. Закінчив Університет міста Омаха штат Небраска.
Дружина — Стейсі, агент з нерухомості. Донька — Скайлер (2004 р.н.), син — Ділан (2009).